# Thorictinae
Thorictinae là một phân họ bọ cánh cứng.